# Потоцкий, Станислав Щенсный
Граф Станислав Щенсный Потоцкий (Станислав-Феликс Францевич Потоцкий; пол. Stanisław Szczęsny Feliks Potocki; родился 20 февраля 1751 года в Тартакове. (ранее в историографии встречались даты рождения 1752 год — умер 14/15 марта (26 марта) 1805 в Тульчине) — военный и политический деятель Речи Посполитой из рода Потоцких, хорунжий великий коронный (1774), воевода русский (1782—88), генерал-лейтенант польской армии (1784), генерал артиллерии коронной  (1788—92), староста белзский, грубешовский, сокальский, гайсинский и звенигородский. Фактический руководитель пророссийской Тарговицкой конфедерации (1792). Владелец обширных имений на территории современной Украины, включавших Умань и Тульчин. Основатель парка Софиевка, названного именем его жены Софии.

## Биография

### Детство и юность
Станислав «Щенсный», чьё второе «домашнее» имя представляет собой перевод латинского крестильного имени Феликс («счастливый»), — единственный сын воеводы волынского и киевского Франца Салезия Потоцкого (1700—1772) от второго брака с Анной Потоцкой (ум. 1772). Юность провёл в родительском поместье — в Кристинополе в Галиции. Его воспитателем был ксендз Вольф. Вольф старался воспитать у юного графа высокую мораль, чувство ответственности, милосердия и заботы о крестьянах. 

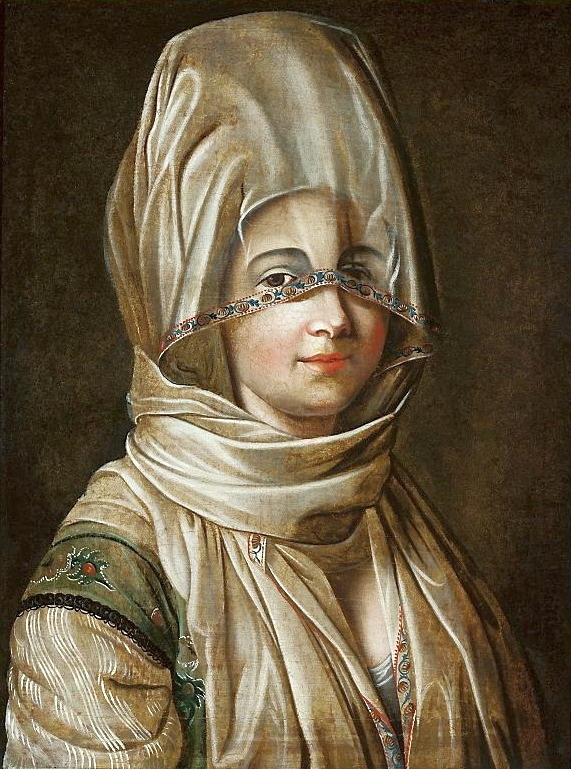
Гертруда Коморовская

Отец и мать Щенсного были очень строги, а мать даже деспотичной по отношению к сыну. Родители надеялись на выгодный династический брак с княжеским или графским родом. Однако Щенсный полюбил Гертруду, дочь графа Я. Коморовского, который владел только несколькими селами. С Гертрудой Щенсный тайно от своих родителей обвенчался в 1770 году.
По приказу Салезия Потоцкого беременную Гертруду похитили и увезли в монастырь. Чтобы по дороге она криком не привлекала внимания, её накрыли подушками, под которыми она задохнулась. Труп Гертруды сбросили в прорубь. Узнав об этом, юный Потоцкий пытался покончить жизнь самоубийством, но его спас джура. Отец Гертруды начал судебное дело, которое угрожало Салезию Потоцкому изгнанием из Польши. Не выдержав позора, в начале 1772 года внезапно умерла мать Щенсного, Ганна Ельжбета, а 11 октября того самого года умер и Салезий Потоцкий. Так 20-летний Станислав Щенсный стал единственным хозяином огромного имения, обремененный миллионными долгами отца.

### Магнат
Поскольку после первого раздела Польши Галиция отошла Австрии, молодой магнат не захотел жить в Кристинополе. В ноябре 1774 года Потоцкий женился вторым браком на знатного рода молодой графине Юзефине Амалии Мнишек и через год перенес свою резиденцию на территорию Польши в Тульчин. Все свои имения в Галичине он отдал графу Понинскому, который обязался выплатить долги его отца и передал Потоцкому на 50 лет право пользования государственным Звенигородским староством. 

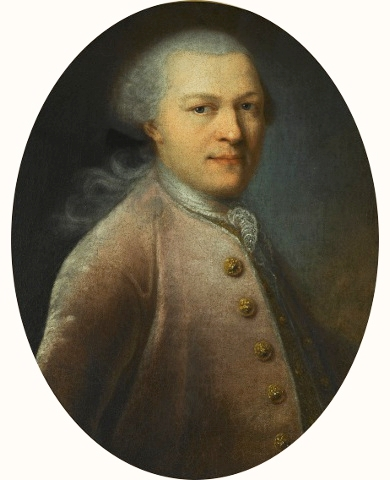
Потоцкий в 20 лет. Портрет Рослина.

В 1774 году впервые посетив свои имения на Правобережной Украине, Потоцкий был поражен красотой и щедростью этого края. Он решил заняться ведением хозяйства. В 1782 году в Тульчине был построен прекрасный дворец; здесь же заложили большой парк. Странствуя с молодой женой по Европе, Щенсный привез из Италии в Тульчин много саженцев пирамидального тополя и других растений.
В своих имениях Потоцкий больше занимался животноводством, сельским и лесным хозяйствами. В имениях высевали новые на то время для тех мест сорта пшеницы, ржи, овса. Крестьян постепенно переводили на так называемый генеральный чинш, то есть вместо всех повинностей они выплачивали деньги. Когда же крестьян, переведенных на такой чинш, привлекали к работе на помещика, им платили деньгами. Такая форма расчета была выгодна крепостным и содействовала развитию их хозяйственной инициативы. В разработанной для имений Потоцкого инструкции ключевому эконому указывалось, что «эконом должен к подчиненному (крепостному) относиться как к человеку, но если он не может, что тяжело вообразить, то, во всяком случае, он должен подчиненного считать за важнейшее имущество хозяина, которому он служит». В другом пункте говорится, что каждый подчиненный должен жить не в землянке, а в надземной хате, которую должен построить определённый десяток крестьян. Ключевой эконом должен следить, чтобы все крестьяне через каждых 6 лет садили в своем дворе определённое количество яблонь, груш, вишен и шелковицы. Обязывались также крестьяне на своем дворе, а также в оврагах и других непригодных для пахоты землях высаживать для своих потребностей быстрорастущие деревья — ивы и тополя.
На Украине Потоцкому принадлежало около полутора миллиона гектаров, на него работало 130 тысяч крепостных, а годовая прибыль имений составляла 3 миллиона злотых.

### Первые шаги в политике
С 1773 года Потоцкий погрузился в политическую жизнь Польши. Он получил от короля звание воеводы Русского. Земли воеводства — Галичина — принадлежали тогда Австрии, и звание воеводы было формальным, однако это звание давало право считаться сенатором. На польском сейме 1784 года Потоцкий объявил, что дарит Речи Посполитой артиллерийский полк и будет обеспечивать его дальнейшее содержание. Этот полк должен был стоять в Тульчине, и для создания артиллерийской части сюда в 1786 году направили поручика Л. Метцеля, будущего зодчего «Софиевки». Когда на польском сейме в 1788—1789 гг. дела пошли не так, как желали магнаты, Потоцкий с семьей выехал в Вену и много путешествовал за границей.
В мае 1791 года польский сейм принял новую конституцию и законы, которые ограничивали права феодалов. Это вызвало неудовлетворенность среди польского дворянства. Потоцкий примкнул к «русской партии», целью которой было восстановление магнатства и старого хозяйства, называемого «польской свободой». В октябре 1791 года Потоцкий вместе с гетманами Северином Ржевуским и Ксаверием Браницким прибыли в Яссы на главную квартиру российских войск, которые принимали участие в войне с Турцией, для обсуждения планов борьбы за свои права. Вероятно именно здесь, в Яссах, Потоцкий познакомился с прекрасной гречанкой Софией — женой генерала российской армии, коменданта Херсона графа Юзефа Витта.

### В пророссийской партии

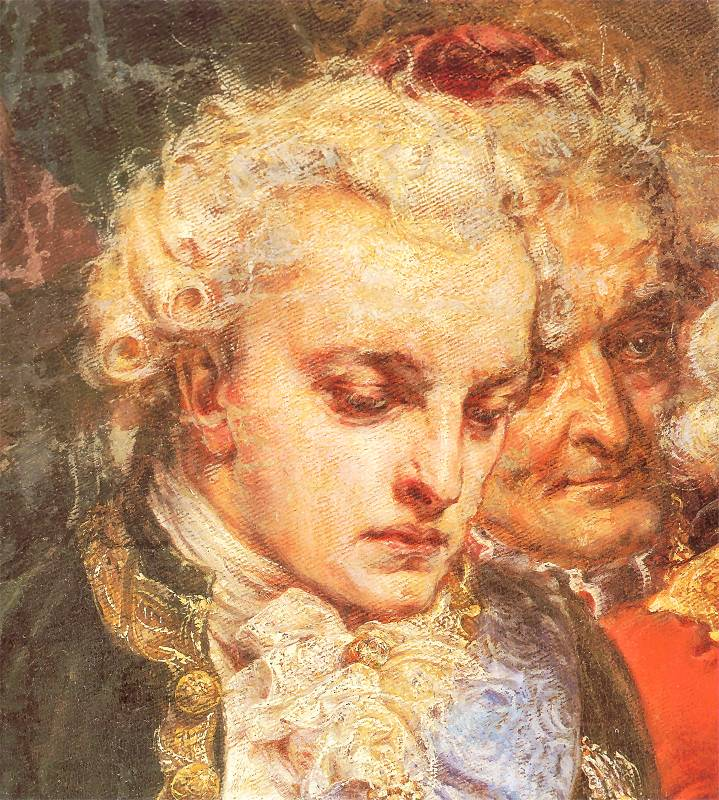
Деталь картины Яна Матейко Рейтан. Упадок Польши.

Потоцкий вместе с другими магнатами послали императрице Екатерине II проект «конфедерации» с целью низвергнуть тогдашнее польское правительство и создать новое, в котором они играли бы главенствующую роль. Защищая, с одной стороны, преимущества и власть дворянства, а с другой — союз с Россией, Потоцкий скоро утратил любовь своего народа, которой пользовался прежде. Отказавшись от должности Русского воеводы, чтобы быть избранным брацлавским депутатом в сейме, он прибыл в Варшаву, надеясь попасть в председатели сейма. Сейм собрался 6 октября 1788 года — и, к большому изумлению Потоцкого, он не был выбран председателем. В это время сюда приехала красавица София Витт, с тайными поручениями от русского правительства. С первой же встречи Потоцкий страстно влюбился в Софию, но пока ещё сумел противостоять своей страсти. Когда Потоцкий предложил союз с Россией, против него поднялись голоса, что он изменник. Раздраженный клеветой, сыпавшейся на него, и не способный к оппозиционной борьбе, он покинул сейм и вернулся на Украину.
В письме от 13 мая императрица Екатерина писала Потёмкину: «Этот добродетельный гражданин может быть уверен, что я никогда не забуду чувства, которое он выразил относительно меня и моей Империи». Императрица уверяла, что воспользуется первым же случаем, чтобы выразить свою признательность его жене и детям.
В 1790 году в Яссы к Потемкину приехали родовитые поляки, недовольные реформаторскими стремлениями прогрессивной партии и искавшие поддержки России. София Витт, бывшая здесь, также попала, по словам Ралле, в число орудий, которыми старались склонить Потоцкого на свою сторону. Потоцкий примкнул к конфедерации. Наградой за это была любовь Софии, которую Потоцкий купил у её мужа Витта. Екатерина II через графа Безбородко передавала Потоцкому и Ржевусскому, что они и все сторонники старого образа правления найдут в ней истинного друга. Наконец, 29 декабря был подписан мирный договор.
В январе 1792 года польский сейм отстранил Потоцкого от всех государственных должностей.
В феврале 1792 года Потоцкий и Ржевусский поспешили явиться в Санкт-Петербург как преследуемые изгнанники, лишённые своих званий и имений личными врагами и врагами России, и просили у государыни защиты и восстановления прежней, гарантированной ею конституции. Они были приняты радушно и с участием. «Как не принять их» — сказала императрица — «Потоцкий уже 30 лет нам верен и преданный друг России, а другой из врага сделался другом». Екатерина решила вмешаться в польские дела прежним путём: она обещала Потоцкому озаботиться неприкосновенностью их владений и сильной поддержкой конфедерации ниспровергнуть сделанные в Польше нововведения. В апреле часть русских войск из Турции, под командой Каховского, велено было двинуть в Польшу и перейти Днепр. Императрица приказала Каховскому признать Тарговицкую конфедерацию и действовать с ней заодно. Следуя за русскими войскам и под их защитой, конфедерация графа Потоцкого в Тарговицах открыла заседания и обнародовала конфедерационный акт, под которым первым подписался граф Станислав Щенсный, а за ним и другие. В этом акте конфедераты клятвенно обещались «уничтожить конституцию 3-го мая, могилу свободы» и не расторгать своего союза до тех пор, пока не восстановится прежняя свобода и республиканский образ правления.

Вскоре республиканские войска присоединились к конфедерации, а удачные действия русских побудили и короля примкнуть к акту Тарговицкой конфедерации, и 19 августа были восстановлены в Польше порядки, существовавшие до 3 мая 1791 года, и произведена присяга войск и жителей королю и Тарговицкой конфедерации. 

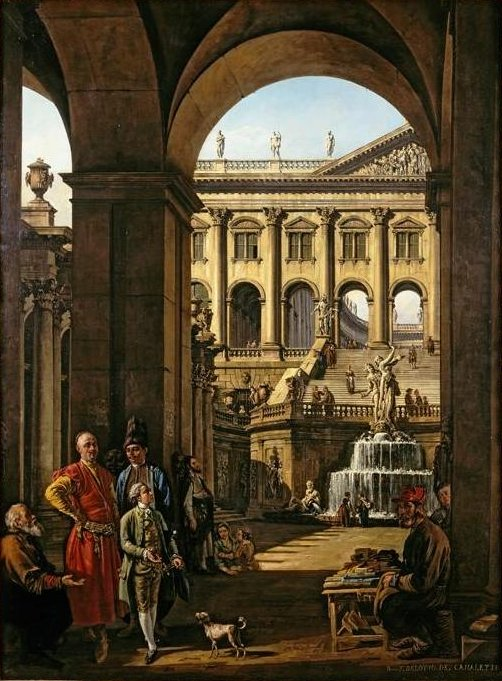
Псевдо-Каналетто изобразил Станислава Щенсного вместе с отцом и братом на фоне вымышленного пейзажа.

В мае 1792 года в Тарговице, пограничном городке имений Потоцкого, был провозглашен манифест конфедерации магнатов, направленный против польской конституции, а Потоцкий стал маршалом Тарговицкой конфедерации. Накануне второго раздела Речи Посполитой Потоцкий покинул Польшу, передав управление своими имениями жене Юзефине, и поселился в Гамбурге. Позже обратился с письмом к Екатерине И: «Если Е. и. в. признает возможным, чтобы я носил мундир её армии, это сделает меня чрезвычайно гордым и чрезвычайно счастливым…».
31 августа последовало торжественное соединение польской и литовской конфедераций в Брест-Литовске. 14 сентября Потоцкий получил от Екатерины рескрипт с благодарностью; кроме того, графиня Потоцкая была пожалована в статс-дамы (1792), а сам он получил орден Святого Андрея Первозванного. 6 октября граф Станислав представил императрице план будущей формы правления республики, который должен был поступить на рассмотрение сейма при конфедерации.
Тарговицкая конфедерация, благодаря России и как её орудие, одержала верх. Управлять Польшей начала другая партия — Станислава Феликса Потоцкого, стремившаяся, подобно предыдущей, не столько к общему благу, сколько к личному. 14 октября заседания её начались в Гродно, куда приехал и Потоцкий со своей возлюбленной Софьей, которая теперь уже открыто повсюду выезжала с ним. Главная деятельность конфедератов была устремлена на уничтожение всех законов Четырёхлетнего Сейма. Вся власть перешла в их руки, и они щедро пользовались ею для своих выгод. Но вскоре возникла угроза конфедерации со стороны Пруссии. Потоцкий обратился с просьбой о защите к российской императрице. Конфедерация пребывала в неопределённости и страхе. Курьер привёз графине Потоцкой из Петербурга орден Святой Екатерины 1-й степени и собственноручное письмо императрицы, но русский двор молчал. Наконец 27 марта в 10 часов утра был обнародован манифест о присоединении к России некоторых областей Польши. Правление конфедерации в них было уничтожено, и население присягало императрице. Польские войска также присягнули Екатерине.
В 1795 году Потоцкий прибыл в Санкт-Петербург, где при дворе находилась его жена Юзефина, статс-дама Екатерины II. С 1797 Потоцкий — генерал русской службы.
Все огромные имения Потоцкого, при переходе под русское владычество, остались за ним. В это время Потоцкий совершенно подчинился прекрасной Софии, так как только она ещё и привязывала его к жизни в том отчаянном положении, в котором он очутился после Второго раздела Речи Посполитой. Вскоре к одиночеству присоединилось безденежье: Иосиф Витт послал Потоцкому ультиматум: или немедленно вернуть жену, или выплатить баснословную сумму. Тогда Потоцкий решил развестись с Юзефиной; граф и графиня Витт тоже должны были развестись. В начале 1796 года Потоцкий вернулся с Софией в Россию. 30 октября 1798 года он был уволен от службы. Все попытки его к разводу оказались тщетными: Юзефина не соглашалась. Долгий торг Потоцкого с Виттом, наконец, кончился, и первый приобрёл Софию более чем за 2 миллиона польских злотых.

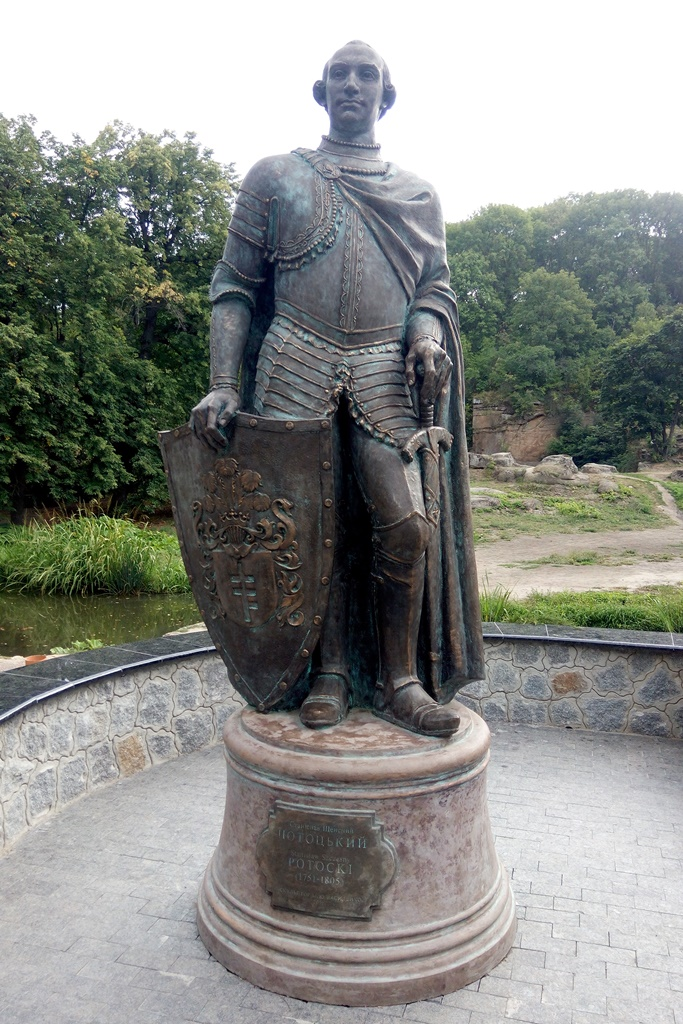
Памятник Станиславу Потоцкому в Национальном дендрологическом парке «Софиевка», Умань

В начале 1798 года умерла Юзефина. 17 апреля того же года близ Тульчина совершился брак Софии Константиновны Витт, урождённой Глявоне, с её старым возлюбленным. Потоцкие поселились в Умани; здесь Щенсный развёл огромный сад, который, в честь своей третьей жены, назвал Софиевкой (ныне — исключительный по своей красоте и обилию редкой растительности дендрологический парк, посещаемый тысячами туристов со всего света). Жизнь их потекла спокойно, в кругу старых друзей Потоцкого, разделявших с ним участие в злосчастной конфедерации. Мало-помалу и некоторые другие магнаты вспомнили дорогу в Уманский дворец.
15 марта 1805 года Станислав Щенсный Потоцкий скончался. Гроб с телом был поставлен в костёле и оставлен на всю ночь. Ночью, неизвестные сняли с покойника мундир, забрали все ордена и драгоценности, а совершенно обнажённое тело поставили и облокотили об стенку, рядом был приколот клочок бумаги с надписью «за измену отчизне». Поляки не простили Потоцкому его предательства. Был похоронен на Смоленском лютеранском кладбище. Впоследствии прах был перенесен в фамильный склеп в крипте храма Посещения пресвятой девой Марией Елизаветы, расположенного на территории устроенного в 1856 году Выборгского римско-католического кладбища в Санкт-Петербурге.
После смерти мужа вдова его занялась устройством своего имения и благотворительностью и обратилась в образцовую семьянинку, оставив по себе добрую память. От брака с Потоцким она имела трёх сыновей и двух дочерей-красавиц, из которых графиня Софья была замужем за графом П. Д. Киселёвым, а графиня Ольга — за Л. А. Нарышкиным. Графиня София Потоцкая (род. в 1760 г.), известная под прозвищем «la belle Phanariote», умерла в 1822 году в возрасте 62 лет.

## Семья и дети

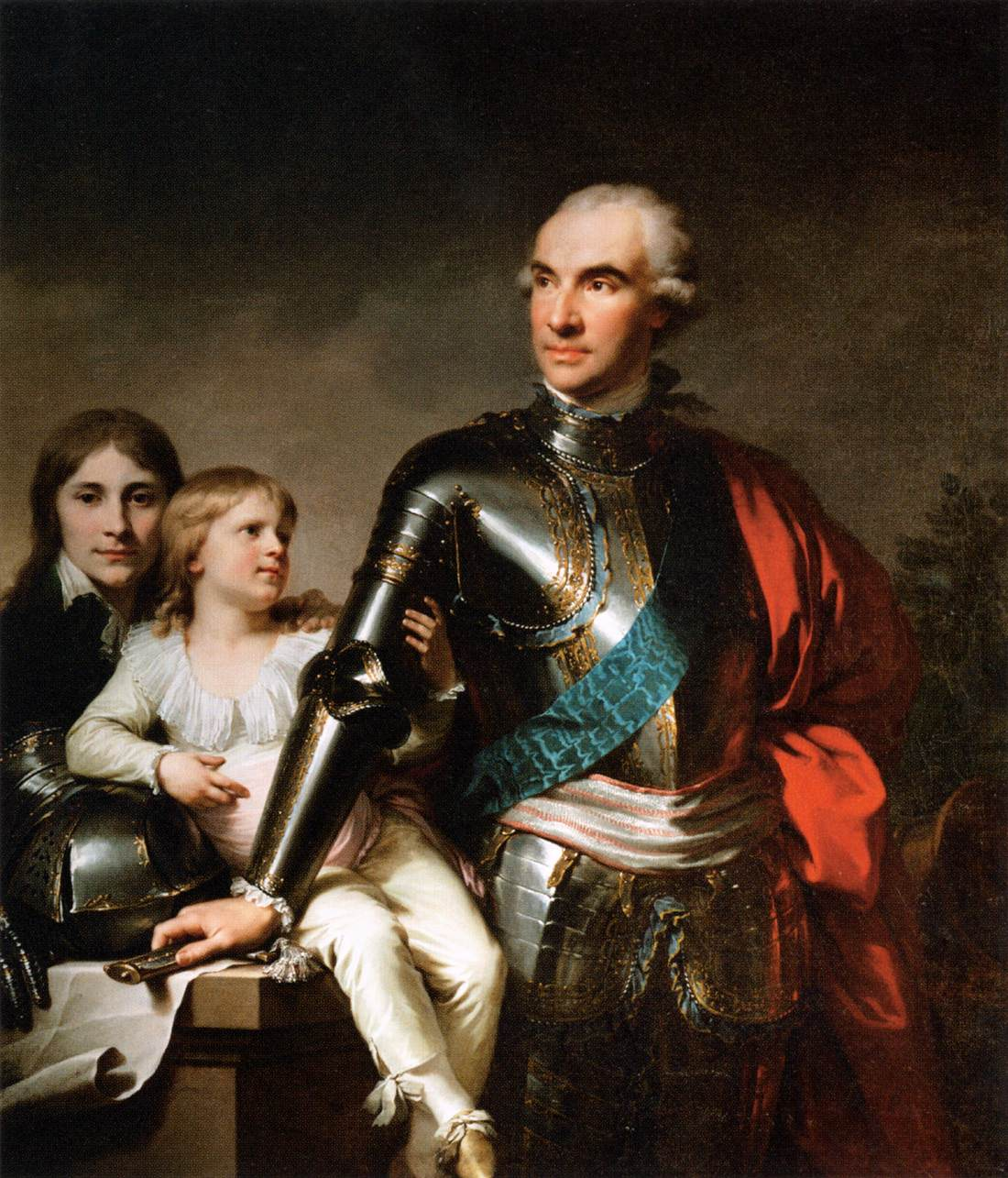
Станислав Потоцкий с сыновьями. Портрет из собрания Лувра в Париже.

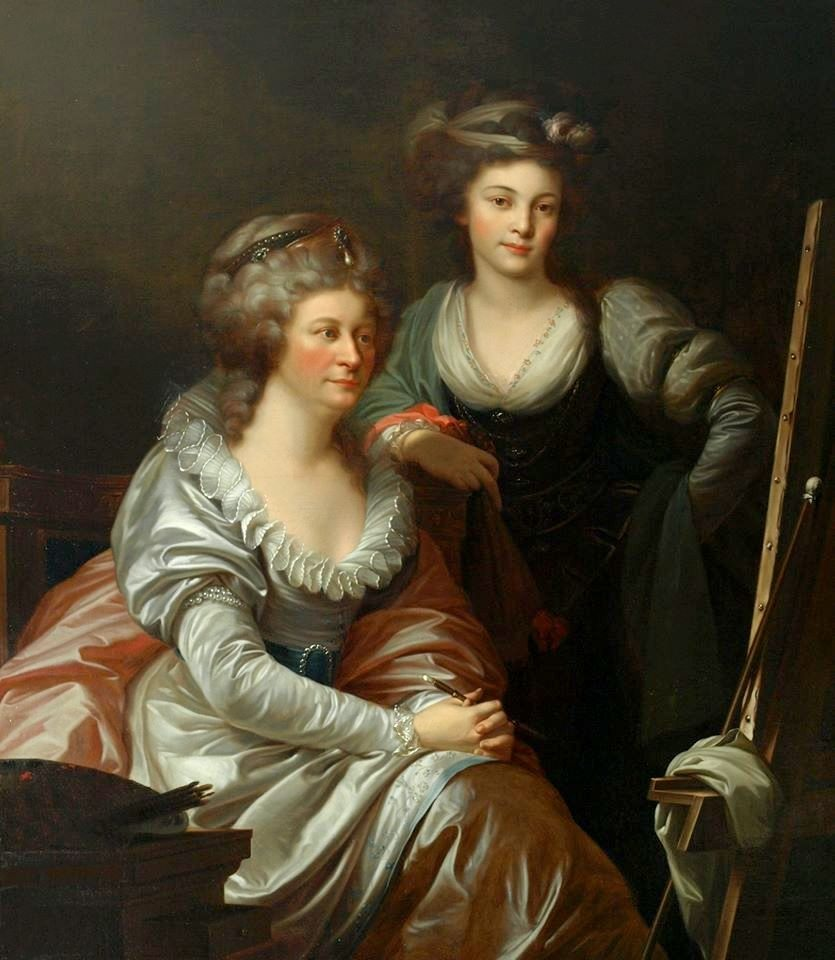
Юзефина Амалия Потоцкая с дочерью Пелагеей

Станислав Потоцкий был женат трижды:
1. жена с 26 декабря 1770 года Гертруда Коморовская (ум. 1771), женился тайно, от брака детей не было.
2. жена с 1 декабря 1774 года Юзефина Амалия Мнишек (1752—1798), единственная дочь Ежи Августа Мнишека (1715—1778) и графини Марии Амалии Фредерики фон Брюль (ок. 1737—1772). Свадьбу сыграли в Дукле. Графиня Потоцкая была талантливой художницей и работала под руководством А. Альбертранди. В общество была известна своими остроумными разговорами, в которых не всегда соблюдала должную меру приличия. Принадлежа к русской партии, она пользовалась расположением императрицы Екатерины II. В 1792 году была пожалована в статс-дамы, а в 1793 году получила Орден Святой Екатерины большого креста. Скончалась в 1798 году в С.-Петербурге. Оставила многочисленное потомство (11 детей), «произведения лет и досуга», как она сама выражалась[7]:
  - Пелагея Роза Потоцкая (1775—1846), 1-й муж с 1793 года князь Франтишек Сапега (1772—1829), 2-й муж с 1806 года князь Павел Сапега (1781—1855)
  - Феликс (Щенсный) Ежи Потоцкий (1776—1809)
  - Людвика (Луиза София) Потоцкая (1779—1850), жена с 1793 года ловчего великого литовского Юзефа Коссаковского (1771—1840)
  - Виктория Потоцкая (1780—1826), 1-й муж с 1801 года граф Антуан Луи Октавий де Шуазёль-Гуфье (1773—1840). В 1821 году после развода вторично вышла замуж за генерала Алексея Николаевича Бахметьева (1774—1841)
  - Роза Потоцкая (1780—1862), 1-й муж граф Антоний Потоцкий (1780—1850), 2-й муж с 1813 года граф Владислав Браницкий (1783—1843)
  - Констанция Потоцкая (1781—1852), 1-й муж с 1798 года польский писатель граф Ян Потоцкий (1761—1815), 2-й муж с 1817 года граф Эдвард Рачинский (1786—1845)
  - Ярослав Потоцкий (1781—1838), генерал-майор, гофмейстер; единственный из сыновей Станислава Щенсного, чья мужская линия продолжается по сей день.
  - Станислав Потоцкий (1786—1831), российский генерал-майор и генерал-адъютант, участник наполеоновских войн
  - Октавия Потоцкая (1787—1842), жена Яна Каэтана Свейковского
  - Владимир Потоцкий (1788—1812), полковник конной артиллерии
  - Идалия Потоцкая (1793—1859), жена с 1806 года князя Николая Сапеги (1779—1843)
3. жена с 17 апреля 1798 года София Глявоне (1760—1822), свадьба была в Тульчине, дети:
  - Александр Потоцкий (1798—1868), участник Ноябрьского восстания.
  - Мечислав Франтишек Юзеф Потоцкий (1799—1876), польский магнат и авантюрист
  - София Потоцкая (1801—1875), жена с 1829 года генерала от инфантерии, графа Павла Дмитриевича Киселёва (1788—1872)
  - Ольга Потоцкая (1803[источник не указан 1166 дней]—1861), жена с 1824 года генерал-лейтенанта Льва Александровича Нарышкина (1785—1846)
  - Болеслав Потоцкий (1805—1893), церемониймейстер петербургского двора